# Puig Cavaller
El Puig Cavaller és una muntanya de 706 metres que es troba al municipi de Gandesa a la Terra Alta.
Al cim hi ha un vèrtex geodèsic (referència 248143001).
Aquest cim està inclòs al llistat dels 100 cims de la FEEC.